# Bright Lights (The Killers)
Bright Lights is een nummer van de Amerikaanse alternatieve rockband The Killers uit 2024.
"Bright Lights" is een ode aan Las Vegas, de thuisstad van The Killers. De tekst gaat over thuiskomen. Het nummer kent een vrolijk geluid dat aan Meat Loaf doet denken. In Amerika werd de plaat geen hit en wist het niet de Billboard Hot 100 te bereiken. Ook in het Verenigd Koninkrijk bereikte het de officiële hitlijst niet, maar haalde het wel de 13e positie in de verkooplijst. De Nederlandse Top 40 of Tipparade werden eveneens niet gehaald, wel bereikte het nummer de 32e positie in de Airplay Top 100. Daarnaast werd het NPO Radio 2 TopSong en bereikte het de 4e positie in de Verrukkelijke 15 van NPO Radio 2.

## Tracklijst
Muziekdownload
1. "Bright Lights" - 4:10